# Paragobiodon
Paragobiodon là một chi của Họ Cá bống trắng. Chúng thường hiện diện ở khu vực Ấn Độ Dương và Tây Thái Bình Dương.

## Các loài
Chi này hiện hành có các loài sau đây được ghi nhận:
- Paragobiodon echinocephalus (Rüppell, 1830)
- Paragobiodon lacunicolus (Kendall & Goldsborough, 1911)
- Paragobiodon melanosomus (Bleeker, 1853)
- Paragobiodon modestus (Regan, 1908)
- Paragobiodon xanthosoma (Bleeker, 1853)

## Gallery

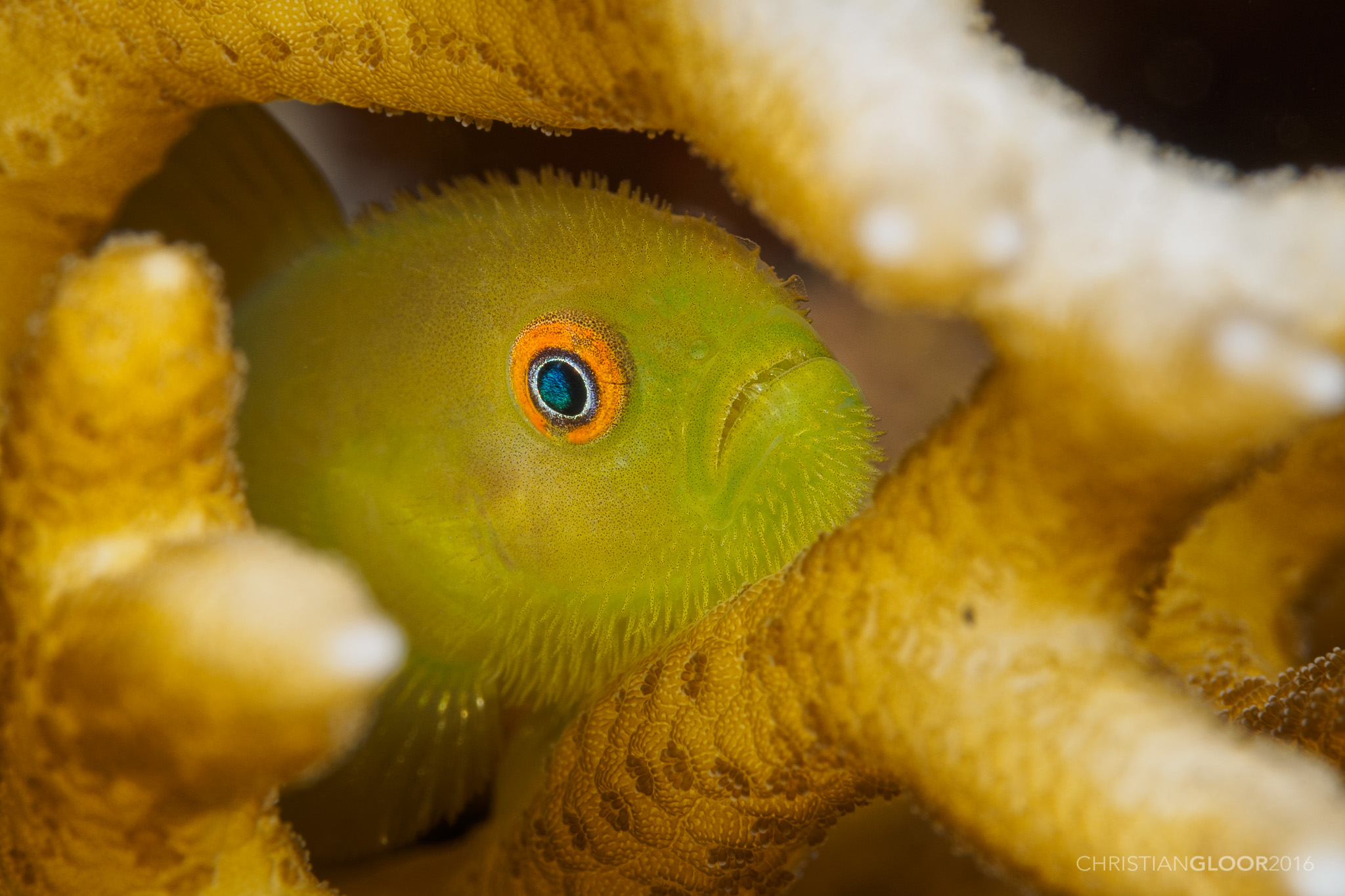
Paragobiodon xanthosoma at Wakatobi National Park
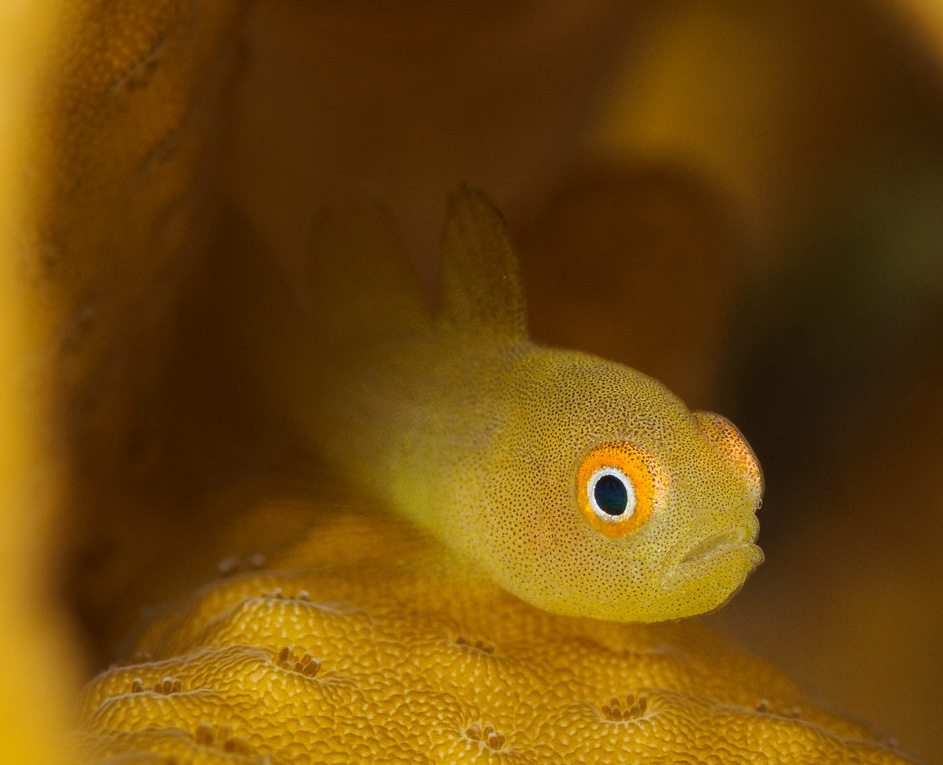
Paragobiodon xanthosoma at North Sulawesi
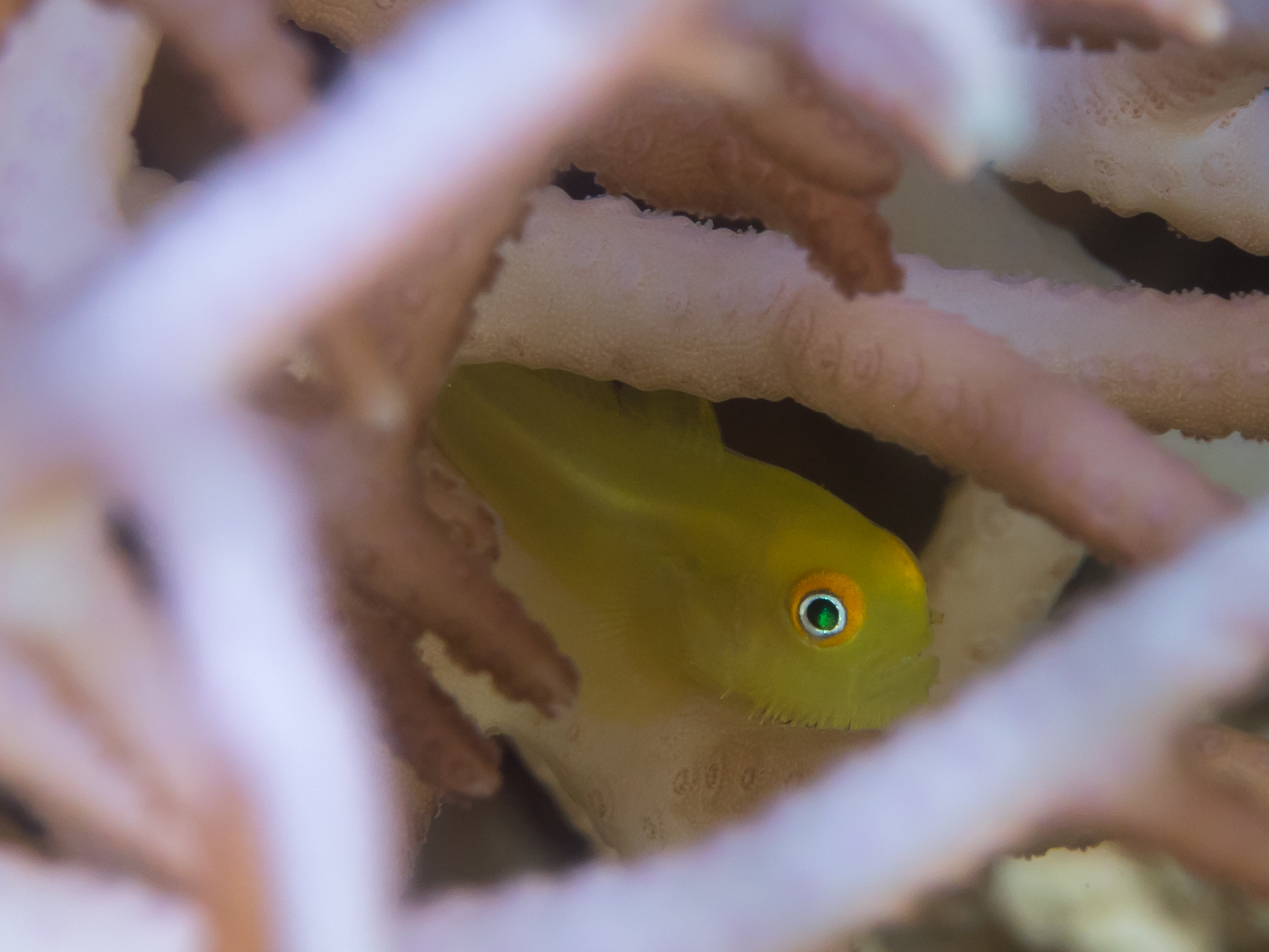
Paragobiodon xanthosoma at Rao west of Morotai Indonesia